# Segendorf
Segendorf ist ein Stadtteil von Neuwied in Rheinland-Pfalz. Bis 1910 war Segendorf eine eigenständige Gemeinde.

## Lage
Segendorf liegt nördlich der Innenstadt am rechten Ufer der Wied. Nördlich von Segendorf liegt der Stadtteil Altwied, südöstlich der Stadtteil Niederbieber und südwestlich der Stadtteil Rodenbach. In Segendorf mündet der Reichelbach in die Wied. Segendorf liegt im Naturpark Rhein-Westerwald.

## Geschichte

### Segendorf
In verschiedenen Urkunden aus dem 13. und 14. Jahrhundert wird der Ort unter „Sehterndorf“, „Sehtindorf“, „Seichtindorf“ und „Sechtendorf“ erwähnt, 1648 wird er erstmals „Segendorf“ genannt.
Die erste urkundliche Erwähnung des Ortes datiert vom 30. Januar 1218. Ein Rudeger von Sehterndorf wird als Zeuge in einer Schenkungsurkunde genannt, in der der Graf Friedrich von Isenburg der Abtei Rommersdorf Güter übereignet. In einem Pachtvertrag einer Aleyde, Witwe Sifrids von Gindirsdorf, mit der Abtei Rommersdorf vom 10. Februar 1289 tritt ein Henrich von Seichtindorf, Schultheiß in Wide, als Zeuge auf.
Segendorf gehörte seit dem 14. Jahrhundert zum Kirchspielgericht Bieber (Niederbieber), im 16. Jahrhundert wird hier auch ein wiedisches Hofgericht bezeugt.

### Nodhausen

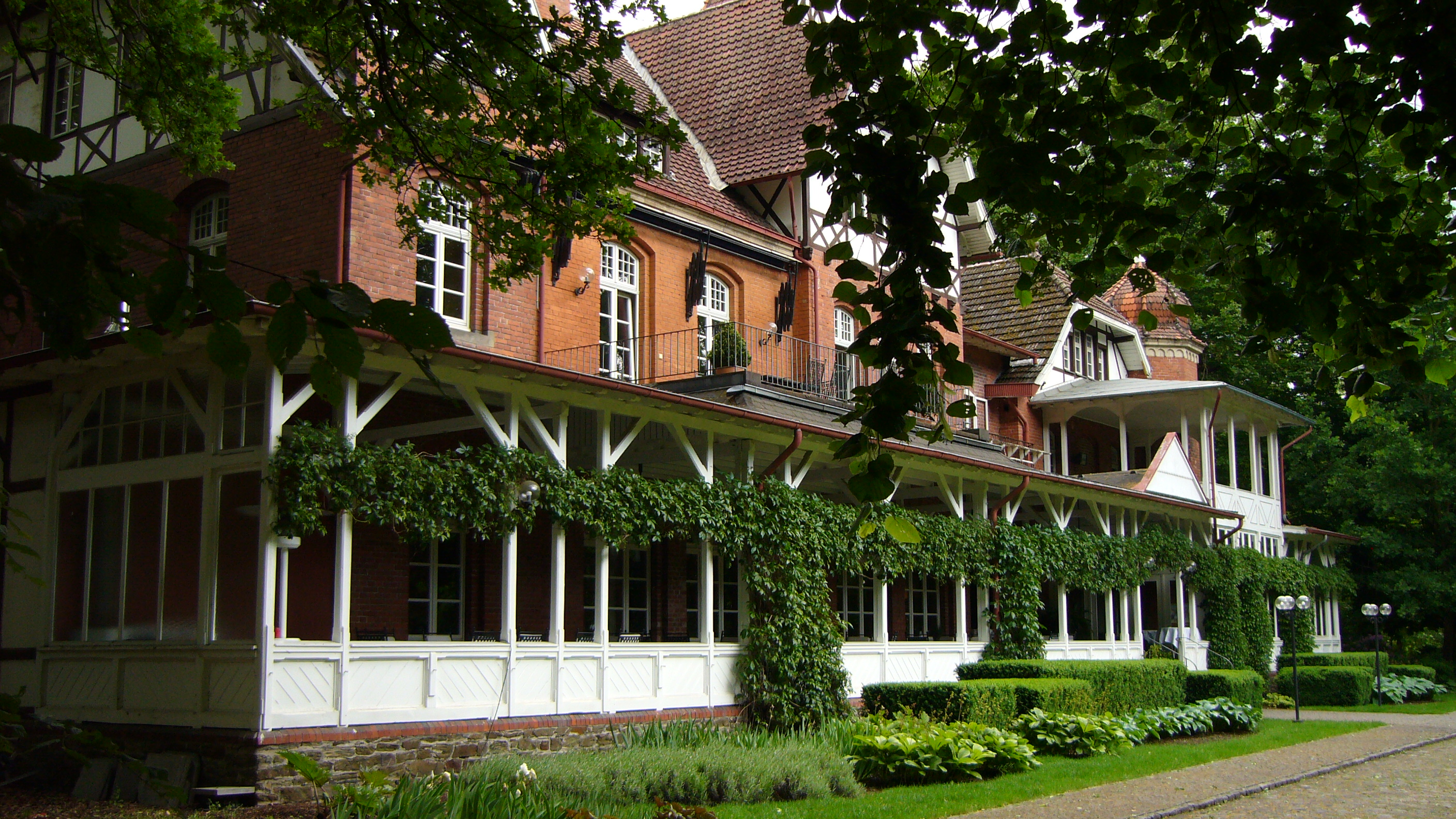
Nodhausen

Der Hof Nodhausen wird 1226 in einer Urkunde des Trierer Erzbischofs Theoderich von Wied mit „Hof Noithusen“ erstmals erwähnt. Im Jahr 1635 wird der Hof Nodhausen an den trierischen Schultheißen Lothar Schmitz in Leutesdorf verkauft. Der Hof wurde 1732 von Graf Friedrich Wilhelm zu Wied-Neuwied gekauft. Graf Alexander zu Wied-Neuwied lässt 1742 in Nodhausen einen „Lustpark mit Tiergarten“ und ein „Lustschlösschen“ anlegen. Nodhausen wird 1797 im Ersten Koalitionskrieg zum Teil zerstört. Heute befindet sich an der Stelle ein Restaurant.

### Hanhöfe und Monrepos
Die Hanhöfe werden 1417 in einem von Graf Wilhelm von Wied geschlossenen Vertrag mit „Hof uf dem Hane“ genannt. In unmittelbarer Nähe der Hanhöfe lässt 1757 Graf Alexander zu Wied-Neuwied das Jagd- und Lustschloss Monrepos bauen.

## Gemeinde Segendorf

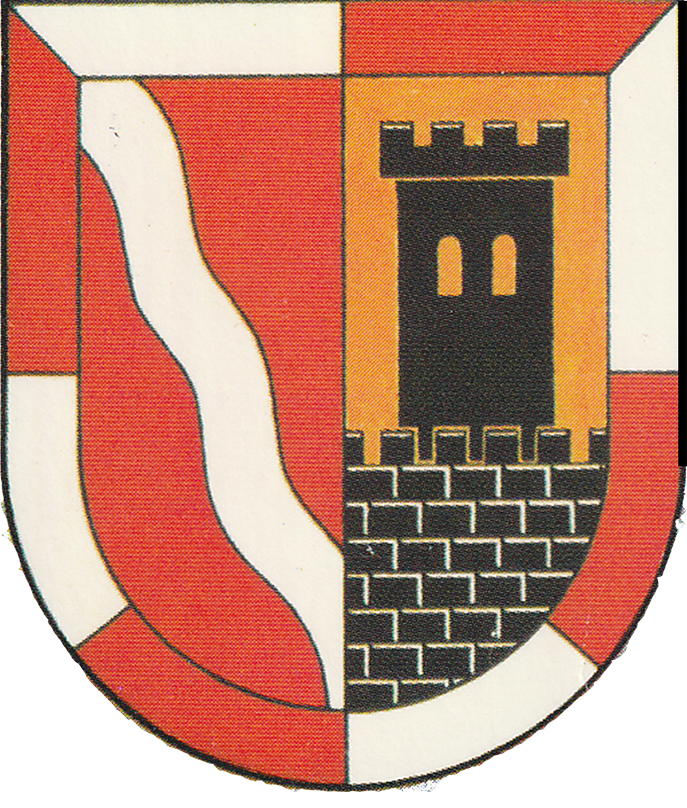
Wappen der ehem. Verbandsgemeinde Niederbieber-Segendorf

Segendorf gehörte zum Kirchspielgericht Bieber und bis 1806 zur Grafschaft Wied bzw. seit 1784 zum Fürstentum Wied-Neuwied. 1806 kam Segendorf zum Herzogtum Nassau und 1815 zum Königreich Preußen. Unter der preußischen Verwaltung wurde Segendorf eine Gemeinde im Standesherrlichen Kreis Neuwied, der zum Regierungsbezirk Koblenz und von 1822 an zur Rheinprovinz gehörte und von der Bürgermeisterei Heddesdorf (1927 umbenannt in Amt Heddesdorf) verwaltet wurde. Im Jahr 1910 wurden die Gemeinden Niederbieber und Segendorf zur Gemeinde Niederbieber-Segendorf zusammengefasst.
Im Zuge der Mitte der 1960er Jahre begonnenen rheinland-pfälzischen Gebiets- und Verwaltungsreform wurde durch das „Achte Landesgesetz über die Verwaltungsvereinfachung im Lande Rheinland-Pfalz“ vom 28. Juli 1970, das am 7. November 1970 in Kraft trat, die Gemeinde Niederbieber-Segendorf in die Stadt Neuwied eingegliedert. Mit Beschluss des Stadtrats Neuwied vom 22. Januar 1971 wurde Segendorf ein Stadtteil, welcher durch einen Ortsbeirat und einen Ortsvorsteher vertreten wird.

## Politik

### Ortsbeirat
Der Ortsbeirat in Segendorf besteht aus 4 Ratsmitgliedern, die bei der Kommunalwahl am 9. Juni 2024 in einer personalisierten Verhältniswahl gewählt wurden, und dem ehrenamtlichen Ortsvorsteher als Vorsitzendem.
Die Sitzverteilung im Ortsbeirat:
| Wahl | SPD | CDU | FWG | Gesamt  |
| ---- | --- | --- | --- | ------- |
| 2024 | 2   | 1   | 1   | 4 Sitze |
| 2019 | 3   | –   | 1   | 4 Sitze |
| 2014 | 3   | –   | 1   | 4 Sitze |
| 2009 | 3   | –   | 1   | 4 Sitze |

- FWG = Freie Wählergruppe Neuwied e. V.

### Ortsvorsteher
Dieter Bleidt (FWG) wurde am 26. August 2024 Ortsvorsteher von Segendorf. Bei der Stichwahl am 23. Juni 2024 hatte er sich mit einem Stimmenanteil von 52,6 % gegen die Amtsinhaberin durchgesetzt, nachdem bei der Direktwahl am 9. Juni 2024 keiner der ursprünglich drei Bewerber eine ausreichende Mehrheit erreicht hatte.
Bleidts Vorgängerin Andrea Welker (SPD) hatte das Amt seit 2019 inne.

## Sehenswürdigkeiten
In der zum Stadtteil Segendorf gehörenden Gemarkung Monrepos stand der im 18. Jahrhundert erbaute Sommersitz der Grafen und Fürsten zu Wied, das Schloss Monrepos, welches im Jahr 1969 niedergelegt wurde. Erhalten ist das so genannte Waldheim, auch als Prinzessinnenhaus von Monrepos bekannt, in dem sich heute das Museum für die Archäologie des Eiszeitalters befindet.